# ケイラ・モレスキー
ケイラ・モレスキー（Kayla Moleschi、1990年10月25日 - ）は、カナダの女子ラグビー選手。

## プロフィール
- カナダ、ウィリアムズ・レイク出身[1]。
- ポジションはセンター(CTB)。
- 身長 160cm、体重 65kg

## 略歴
2016年、リオ五輪の7人制女子カナダ代表に選ばれて銅メダルを獲得。
そして2021年、東京五輪の7人制女子カナダ代表に選ばれた。